# 660

## Родени
- Бертрада Стара – прабаба на Карл Велики († 721)